# 2014 în științifico-fantastic
- 2013 în științifico-fantastic — 2014 în științifico-fantastic — 2015 în științifico-fantastic

2014 în științifico-fantastic implică o serie de evenimente:

## Decese
- 16 februarie : Michael Shea, scriitor american (născut în 1946).
- 18 martie : Lucius Shepard, scriitor american (născut în 1943).
- 12 mai : H. R. Giger, artist elvețian (născut în 1940)
- 30 mai : Michael Szameit, scriitor german (născut în 1950).
- 1 iunie : Jay Lake, scriitor american (născut în 1964).
- 15 iunie : Daniel Keyes, scriitor american (născut în 1927).
- 30 iunie : Frank M. Robinson, scriitor american (născut în  1926).
- 13 iulie : Thomas Berger, scriitor american (născut în 1924).
- 10 decembrie : Donald Moffitt, scriitor american (născut în 1931).

## Cărți

### Romane
- Annihilation, de Jeff VanderMeer.
- Ancillary Sword, de Ann Leckie.
- fr   Imperfect Sword, de John G. Hemry.
- fr  Steadfast, de John G. Hemry.
- fr  Involution, de Johan Heliot.
- de  Der Jesus-Deal, de Andreas Eschbach.
- fr  Maul: Lockdown, de Joe Schreiber.
- Mentats of Dune, de Brian Herbert și Kevin J. Anderson.
- Catacombes și Hooligans, primele două romane al trilogiei Les Particules réfractaires, de Mikhaïl W. Ramseier.
- Cibola Burn de James S.A. Corey
- Earth Awakens de Orson Scott Card
- War Dogs de Greg Bear

## Filme
- The Anomaly, de Noel Clarke.
- Area 51, de Oren Peli.
- Divergent, de Neil Burger.
- Edge of Tomorrow, de Doug Liman.[1]
- Extraterrestrial, de Colin Minihan.
- The Giver, de Phillip Noyce.
- Godzilla, de Gareth Edwards.
- Guardians of the Galaxy, de James Gunn.
- Interstellar, de Christopher Nolan.[2]
- The Maze Runner, de Wes Ball.
- Lucy, de Luc Besson.
- Monsters: Dark Continent, de Tom Green.
- Dawn of the Planet of the Apes, de Matt Reeves.
- Predestination, de  Frații Spierig.
- Project Almanac, de Dean Israelite.
- The Last Druid: Garm Wars, de Mamoru Oshii.
- RoboCop, de José Padilha.
- Schnitzel, de Asaf Epstein.
- Space Station 76, de Jack Plotnick.
- Teenage Mutant Ninja Turtles, de Jonathan Liebesman.[3]
- Transcendence, de Wally Pfister.
- Transformers: Age of Extinction, de Michael Bay.[4]
- Zero Theorem, de Terry Gilliam.

## Seriale TV
- 100, de Kass Morgan și Jason Rothenberg.
- 2Day, creat de Ben Wiener și Manu De Maleprade, regizat de Ben Wiener.
- Ascension, de Philip Levens și Adrian A. Cruz.
- Star Wars Rebels : sezonul #1.

## Jocuri video
- Elite: Dangerous, dezvoltat și editat de Frontier Developments.
- Wasteland 2, dezvoltat și editat de inXile Entertainment și Obsidian Entertainment.
- Destiny

## Premii
Premiul Saturn
- Cel mai bun film SF:  Gravity

Premiul Nebula pentru cel mai bun roman
- Annihilation de Jeff VanderMeer

Premiul Hugo pentru cel mai bun roman
- Ancillary Justice de Ann Leckie